# Huazhu
Huazhu, en forme longue Huazhu Hotels Group Ltd (chinois simplifié : 华住酒店集团 ; chinois traditionnel : 華住酒店集團 ; pinyin : Huázhù Jiǔdiàn Jítuán), est le deuxième groupe hôtelier chinois et le septième groupe hôtelier mondial (données 2023). En 2022, il était présent dans 16 pays avec 7 679 hôtels pour 695 244 chambres. 

## Historique
Initialement dénommé Powerhill à sa création en 2005, la société s'appelle Huazhu depuis 2007. Le fondateur, Ji Qi (chinois simplifié : 季 琦 ; pinyin : Jì Qí), déclare avoir eu l'idée de lancer la chaîne hôtelière en lisant un livre sur les hôtels du groupe Accor. En 2012, la société possédait quatre marques et environ 1 000 hôtels en Chine.
En janvier 2016, Huazhu et AccorHotels finalisent une alliance stratégique et le groupe français prend alors 10,8 % du capital du groupe chinois pour un coût de 200 millions d'euros et lui confie l'exploitation de son hôtellerie économique et moyen de gamme (marque Ibis, Novotel...) en Chine. Fin 2019, Accor réduit sa participation dans Huazhu à 6 % du capital, obtenant 407 millions d'euros pour sa cession de presque 5 % du capital (soit 4,5 fois la valeur d'acquisition trois ans plus tôt). En février 2021, Accor réduit encore sa participation à 3,3 %, cédant 1,5 % du capital pour 239 millions d'euros. En 2021 Accor compte 446 hôtels en Chine dont 329 avec Huazhu). Le groupe chinois détient 28 % du pôle haut de gamme d'AccorHotel en Chine et est actionnaire du groupe français depuis 2017, détenant 5 % du capital en 2021.
En 2017, Huazhu fait l'acquisition de Crystal Orange Hotel Group pour 3,65 milliards de yuans,.
En août 2018, Huazhu est confrontée à un important piratage informatique qui provoque la divulgation et la vente sur le dark web de millions de données clients.
Début 2020, Huazhu fait l'acquisition de l'Allemand Deutsche Hospitality pour 720 millions d'euros). La société allemande possède 120 hôtels (sous les marques Steigenberger, Jaz in the City, IntercityHotel et Zleep). 
Depuis 2018, Huazhu est le 9e groupe hôtelier mondial,. Il est coté à la bourse de Hong Kong et au Nasdaq. Son cours en bourse entre 2016 et 2021 a progressé de 669 %.